# 阿列克谢·斯维亚琴科
阿列克谢·瓦季莫维奇·斯维亚琴科（俄语：Алексей Вадимович Святченко，1999年3月24日—），俄罗斯、匈牙利男子花样滑冰运动员，2023年加拿大花样滑冰赛双人滑银牌得主、2023年芬兰杯双人滑铜牌得主、2023年埃斯波大奖赛双人滑铜牌得主。